# Nina Gagen-Torn

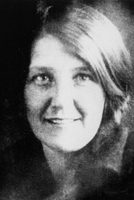
Nina Gagen-Torn

Nina Iwanowna Gagen-Torn (ursprünglich Hagen-Thorn) (russisch Нина Ивановна Гаген-Торн; * 2. Dezemberjul. / 15. Dezember 1900greg. in St. Petersburg; † 4. Juni 1986 in Puschkin) war eine sowjetische Ethnographin, Schriftstellerin und Dichterin.

## Leben
Gagen-Torns Vater war der Chirurg schwedischer Herkunft Iwan Eduardowitsch Gagen-Torn. Ihre Mutter Wera Alexandrowna geborene Sorgenfrei war die Tochter eines Eisenbahnangestellten. Gagen-Torn besuchte das private Gymnasium der Pädagogin Marija Nikolajewna Stojunina und dann das Gymnasium der Fürstin Alexandra Alexejewna Obolenskaja.
Im Herbst 1918 nach der Oktoberrevolution begann Hagen-Torn das Studium an der Universität Petrograd in der Abteilung für Gesellschaftswissenschaften. In dieser Zeit war sie Schülerin Andrei Bely, woraus sich eine andauernde engere Freundschaft bis zu dessen Tod entwickelte. Sie begeisterte sich für die Ethnographie und hörte die Vorlesungen Lew Jakowlewitsch Sternbergs. Sie wirkte in der Freien Philosophischen Assoziation mit. Sie beendete die Studien nach einem eigenen Plan und legte bis 1924 die entsprechenden Prüfungen ab. Bereits als Studentin arbeitete sie als Lektorin im Gouvernementskomitee für politische Bildung. 1927–1930 absolvierte sie die Aspirantur für Folklore am Leningrader Forschungsinstitut für vergleichende Literaturgeschichte und Sprachen des Westens und Ostens bei Dmitri Konstantinowitsch Selenin. Sie arbeitete in Expeditionen im russischen Norden, in Transbaikalien und in der Wolga-Region. Unter der Leitung Pjotr Petrowitsch Jefimenkos nahm sie an der Mittel-Wolga-Expedition teil.
1930 zog Gagen-Torn nach Irkutsk zu ihrem Mann Juri Michailowitsch Scheinmann (1901–1974), mit dem sie seit 1923 verheiratet war und der als Geologe vom Geologischen Komitee nach Irkutsk geschickt worden war. Sie arbeitete in der Gesellschaft zur Untersuchung der Produktivkräfte Ostsibiriens und war Sekretärin des Wissenschaftlerkongresses dieser Region. Als ihr Vater schwer erkrankte und 1931 starb, kehrte sie nach Leningrad zurück. Sie holte dann auch ihre beiden Töchter und trennte sich in gegenseitigem Einverständnis von ihrem Mann. Sie unterrichtete Geographie, Russisch und Ostjakisch am Leningrader Institut für die Völker des Nordens.
Im November 1932 wurde Gagen-Torn wissenschaftliche Mitarbeiterin des Instituts für die Untersuchung der Völker der UdSSR der Akademie der Wissenschaften der UdSSR (AN-SSSR). Als dieses Institut das Institut für Anthropologie und Ethnographie (IAE) der UdSSR geworden war, arbeitete sie in der Ethnographie-Sektion und wurde Sekretärin der Redaktion des Lexikons der Völker der UdSSR. Im November 1933 kam sie in die Abteilung für Sibirien und Nordeuropa zur Beschreibung der Sammlungen dieser Abteilung. 1936 wurde sie in die Wolga-Region geschickt, um die Ursprünge und die Kultur der Bessermenen zu untersuchen.
Am 17. Oktober 1936 in der Zeit des Großen Terrors wurde Gagen-Torn verhaftet wegen konterrevolutionärer Gesinnung und Kampfs gegen die KPdSU zusammen mit dem Direktor des Museums für Anthropologie und Ethnographie (MAE) Nikolai Michailowitsch Matorin, der bereits am 11. Oktober 1936 erschossen worden war. Am 25. Mai 1937 wurde sie nach Artikel 58 des Strafgesetzbuches der RSFSR zu 5 Jahren Lagerhaft verurteilt, die sie im Kolymagebiet im SewWostLag an der Nagajewa-Bucht des Ochotskischen Meeres verbrachte. Nach der Freilassung 1942 war sie verbannt im Dorf Tschaschi in der Oblast Kurgan zusammen mit ihrer Mutter. Sie arbeitete in der Dorfbibliothek und unterrichtete Geschichte, Literatur und Geographie am Technikum für Chemietechnologie der Milchindustrie.
Gagen-Torn stellte ihre Kandidat-Dissertation über Elemente der Kleidung der Völker der Wolga-Region als Material für die Ethnogenese, deren Manuskript von 1936 ihre Freundin aufbewahrt hatte, fertig und verteidigte sie am 3. Januar 1946 im IAE.
Am 30. Dezember 1947 wurde Gagen-Torn erneut verhaftet und zu 5 Jahren Lagerhaft verurteilt, die sie im TemLag in der Mordwinischen Autonomen Sozialistischen Sowjetrepublik und nach dessen Auflösung 1948 im Sonderlager DubrawLag verbrachte. Danach war sie in der Region Krasnojarsk verbannt.
Nach Stalins Tod wurden am 16. April 1954 die Strafen aufgehoben. Im Frühjahr 1954 wurden alle, die zu höchstens 5 Jahren Lagerhaft verurteilt waren, amnestiert, so dass Gagen-Torn aus der Verbannung nach Moskau zu ihrer Mutter zurückkehren konnte. Sie arbeitete dort im Institut für wissenschaftliche Information der Gesellschaftswissenschaften der AN-SSSR und im Puschkin-Museum. Am 15. April 1955 wurde sie Mitarbeiterin in der Leningrader Abteilung des Moskauer Miklucho-Maklai-Instituts für Ethnographie der AN-SSSR. Am 23. Januar 1956 erhielt sie ihre Kandidat-Urkunde aufgrund ihrer Dissertationsverteidigung am 3. Januar 1946. Am 17. Februar 1956 stellte das Präsidium des Leningrader Stadtgerichts das Strafverfahren von 1937 wegen nicht erwiesener Schuld ein, so dass Gagen-Torn vollständig rehabilitiert war. 1958 nahm sie an der Angara-Expedition des Instituts für Ethnographie teil. 1960 ging sie in den Ruhestand.
Im Ruhestand veröffentlichte Gagen-Torn Aufsätze über rituelle Tücher (Ruschniks) und über Holzgeräte. Sie rezensierte Bücher von Tatjana Alexandrowna Krjukowa und anderen. Sie schrieb über Wladimir Klawdijewitsch Arsenjew und Lew Semjonowitsch Berg sowie Erinnerungen an Alexander Alexandrowitsch Blok, Olga Dmitrijewna Forsch und Witali Walentinowitsch Bianki.
Neben ihren ethnographischen Studien interpretierte Gagen-Torn aus nicht-ethnographischer Sicht einige unklare Stellen im Igorlied in interessanter, aber auch kontroverser Weise. Sie schrieb ihre Erinnerungen an die Kindheit, die Jugend und die Lagerjahre auf. Viele Jahre lang schrieb sie Gedichte. Ihre Lagergedichte stehen neben den Gedichten Anna Alexandrowna Barkowas, Warlam Tichonowitsch Schalamows, Juri Ossipowitsch Dombrowskis und anderer. Im Januar 1981 zog sie in ein Altersheim der AN-SSSR in Puschkin.
Gagen-Torn wurde nach der Trauerfeier in Leningrad in der Nikolaus-Marine-Kathedrale in Bolschaja Ischora im Rajon Lomonossow neben ihrer Mutter begraben.